# Остеокласт

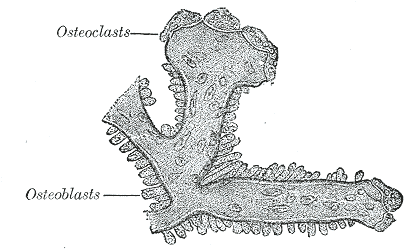
Остеокласты и остеобласты на трабекуле нижней челюсти коровьего эмбриона

Остеокла́сты — гигантские многоядерные клетки позвоночных животных, удаляющие костную ткань посредством растворения минеральной составляющей и разрушения коллагена.

## Строение
Остеокласт — большая многоядерная клетка. По разным данным, в ней имеется от 10 до 100 ядер, а диаметр варьируется в пределах 40— 200 мкм.

## Функция
В сочетании с остеобластами остеокласты контролируют количество костной ткани (остеобласты создают новую костную ткань, а остеокласты разрушают старую).
Остеокласт является костным макрофагом (иначе говоря, моноцитом, дифференцировавшимся внутри костной ткани). Обычно он имеет множество лизосом. При выделении содержащихся в лизосомах гидролитических ферментов происходит резорбция основного вещества кости и обызвествленного хряща.